# Юнгбю (комуна)
Комуна Юнгбю (швед. Ljungby kommun) — адміністративно-територіальна одиниця місцевого самоврядування, що розташована в лені Крунуберг у центральній Швеції.
Юнгбю 48-а за величиною території комуна Швеції. Адміністративний центр комуни — місто Юнгбю.

## Населення
Населення становить 27 447 чоловік (станом на вересень 2012 року).
| Кількість населення комуни Юнгбю за 1970-2010 роки | Кількість населення комуни Юнгбю за 1970-2010 роки | Кількість населення комуни Юнгбю за 1970-2010 роки | Кількість населення комуни Юнгбю за 1970-2010 роки | Кількість населення комуни Юнгбю за 1970-2010 роки |
| -------------------------------------------------- | -------------------------------------------------- | -------------------------------------------------- | -------------------------------------------------- | -------------------------------------------------- |
| Рік                                                |                                                    |                                                    | Населення                                          |                                                    |
| 1970                                               | 1970                                               |                                                    | 26 079                                             | 26 079                                             |
| 1975                                               | 1975                                               |                                                    | 26 264                                             | 26 264                                             |
| 1980                                               | 1980                                               |                                                    | 27 409                                             | 27 409                                             |
| 1985                                               | 1985                                               |                                                    | 27 234                                             | 27 234                                             |
| 1990                                               | 1990                                               |                                                    | 27 490                                             | 27 490                                             |
| 1995                                               | 1995                                               |                                                    | 27 601                                             | 27 601                                             |
| 2000                                               | 2000                                               |                                                    | 27 078                                             | 27 078                                             |
| 2005                                               | 2005                                               |                                                    | 27 093                                             | 27 093                                             |
| 2010                                               | 2010                                               |                                                    | 27 297                                             | 27 297                                             |
| Джерело: SCB                                       |                                                    |                                                    |                                                    |                                                    |

## Населені пункти
Комуні підпорядковано 8 міських поселень (tätort) та низка сільських, більші з яких:
- Юнгбю (Ljungby)
- Лаган (Lagan)
- Риссбю (Ryssby)
- Лідгульт (Lidhult)
- Конна (Kånna)
- Віттарид (Vittaryd)
- Ангельстад (Angelstad)
- Агуннарид (Agunnaryd)
- Бигольма (Byholma)

## Міста побратими
Комуна підтримує побратимські контакти з такими муніципалітетами:
- Комуна Ос, Норвегія
- Пайміо, Фінляндія
- Шилутє, Литва

## Галерея

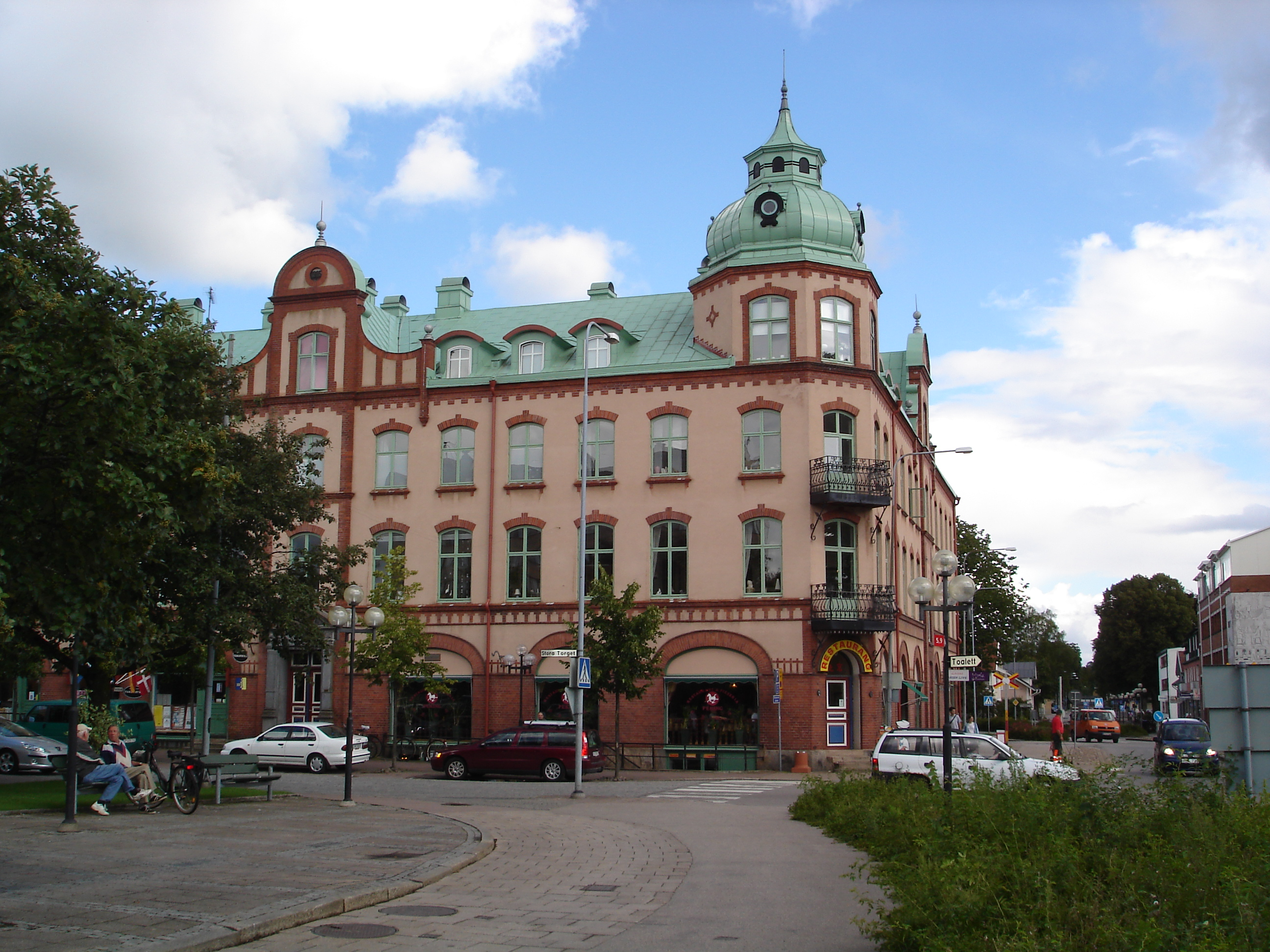
У центрі міста Юнгбю
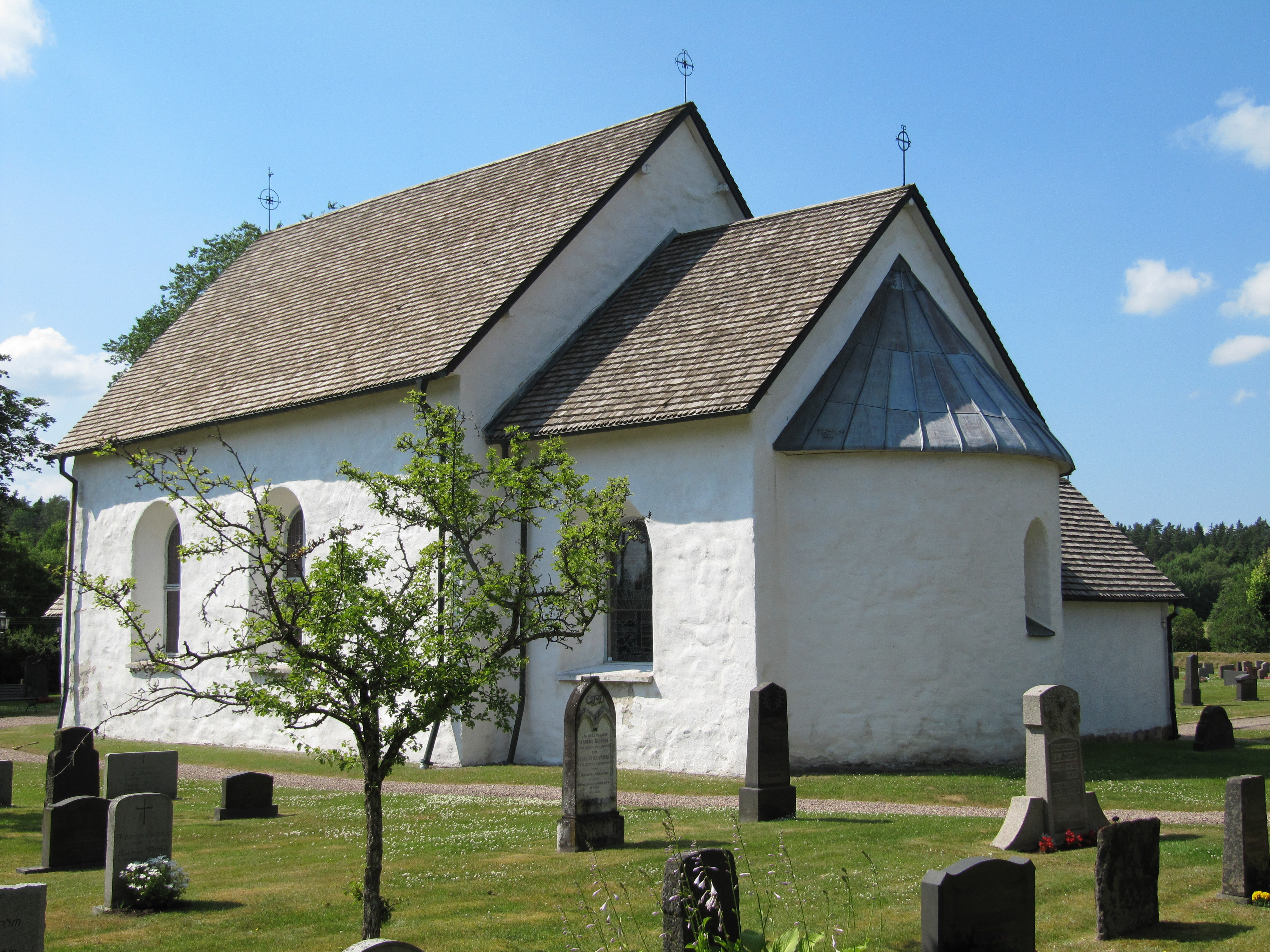
Церква (Конна)
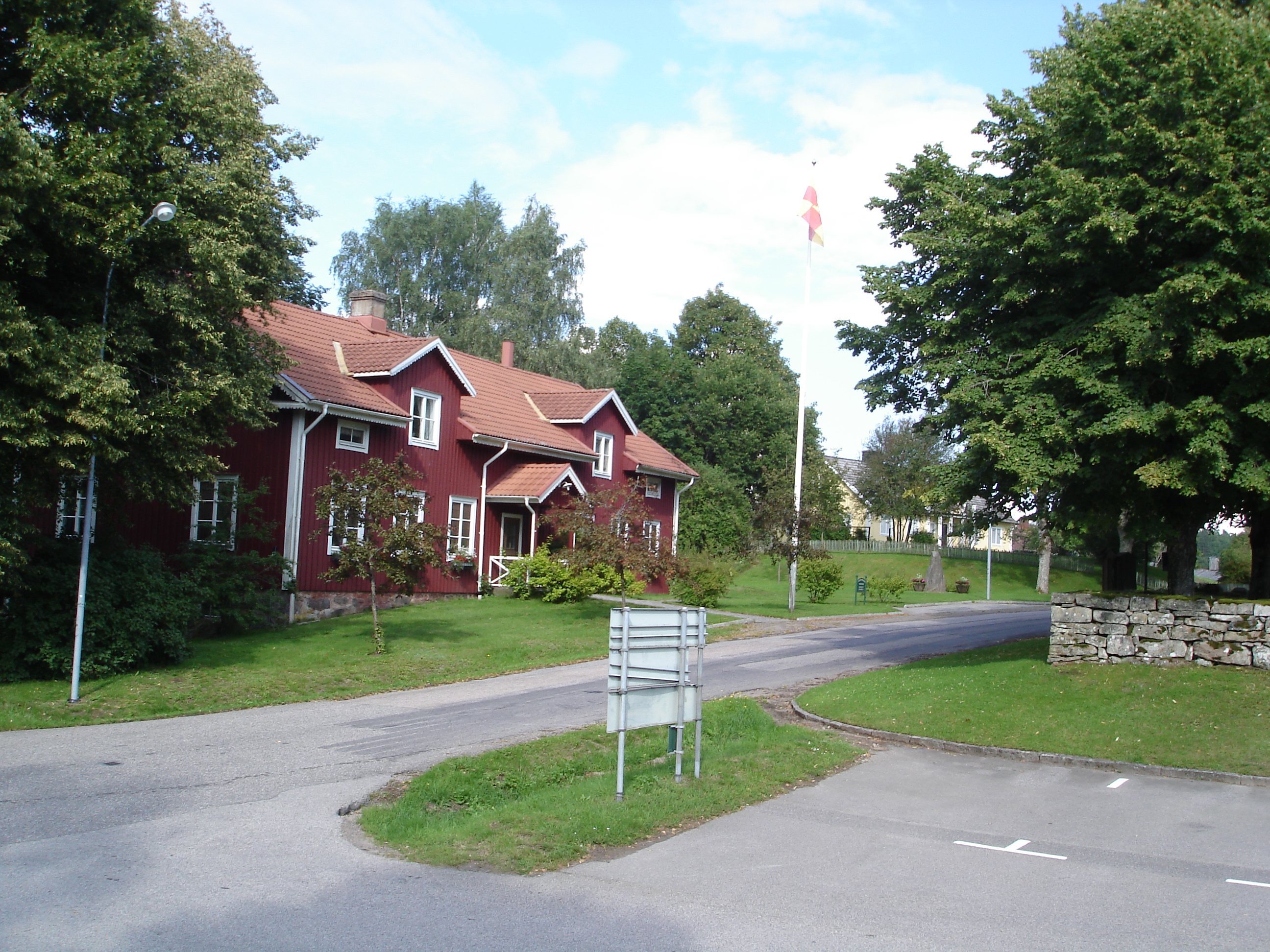
Містечко Ангельстад
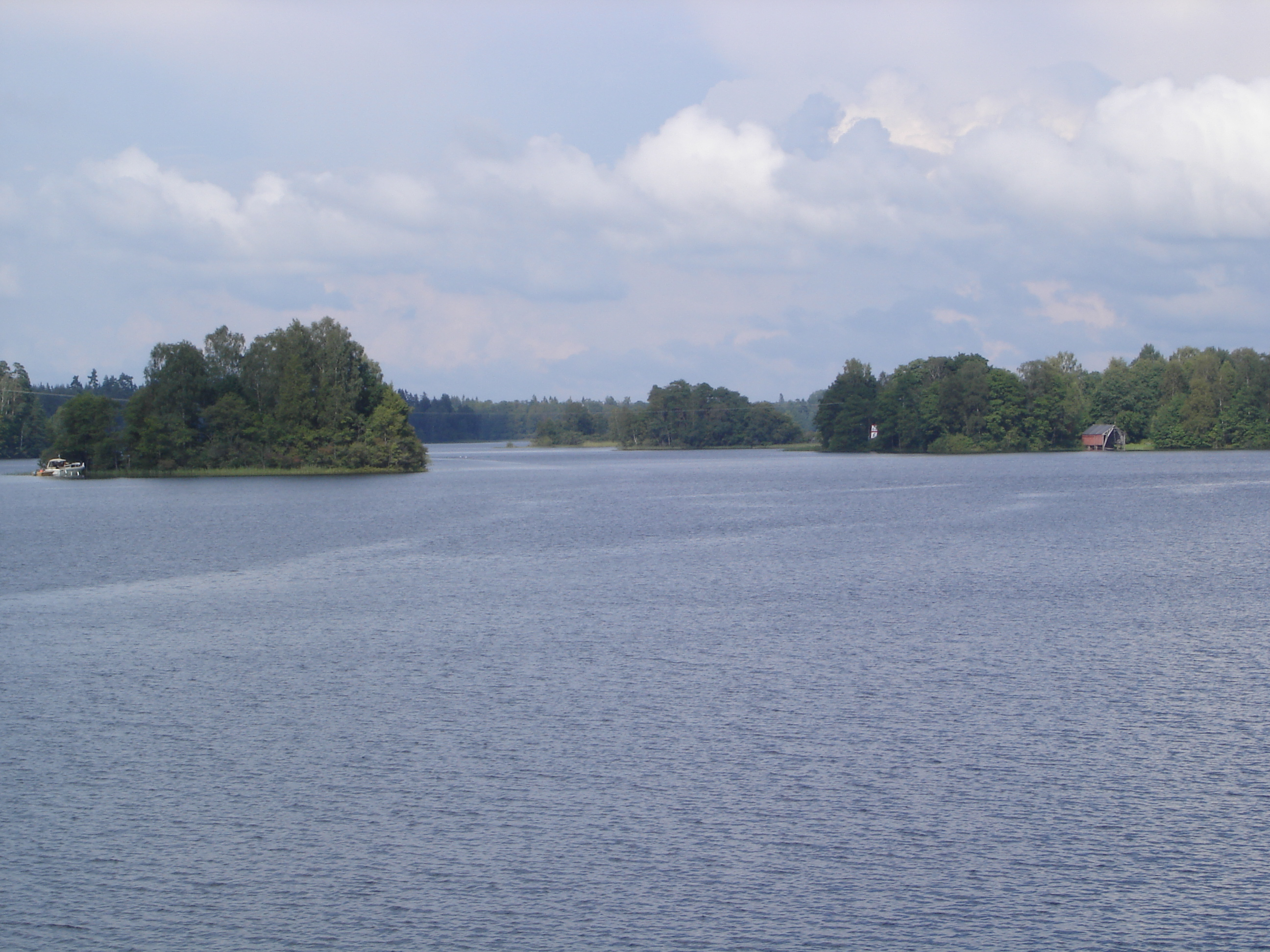
Озеро Больмен